# Quelneuc
Quelneuc [kɛlnœk] je francouzská obec v departementu Morbihan v regionu Bretaň.

## Historie
Quelneuc patřila pod farnost Carentoir. V roce 1842 vznikla samostatná farnost a 2. května 1863 byla vytvořena samostatná obec Quelneuc.

## Vývoj počtu obyvatel
Počet obyvatel

## Pamětihodnosti
- Château de la Ville-Quéno